# Західносибірські широколистяні та мішані ліси
Західносибірські широколистяні та мішані ліси — екорегіон підтайги, що виділяється WWF в групі мішаних та широколистяних лісів. Ця зона простягнулася в широтному напрямку між містами Єкатеринбург і Красноярськ відносно неширокою смугою, всього 150 км, на півдні Західного Сибіру. Ці ліси походять від давніх пліоценових хвойно-широколистяних лісів, біорізноманіття їх екосистем найвище з екосистем Західного Сибіру, але ендеміків немає.

## Клімат
Клімат екорегіону помірний континентальний, середньорічні температури вище 0 °C. Територія вкрита снігом в середньому 180 днів на рік, безморозний період — 100—120 днів, весна і осінь короткі. Середньорічна кількість опадів 350—550 мм.

## Рослинність
У підтайзі регіону зустрічаються хвойно-дрібнолистяні, дрібнолистяні і широколистяні ліси з трав'яним покривом. Основними лісовими породами є сосна сибірська, ялина сибірська, ялиця сибірська, сосна звичайна з підліском з осики і берези. У трав'яному покриві зустрічаються  Aegopodium podagraria, Pulmonaria dacica і Actaea erythrocarpa. За часів пліоцену в цих місцях з хвойних порід росли сосна, ялина, модрина, ялиця; з широколистяних порід — каштан, дуб, липа, бук, граб, в'яз; з дрібнолистих — осика і береза. Велика частина широколистяних порід вимерла під час льодовикової епохи, серед тих, що вижили — тополя чорна повсюдно, Липа дрібнолиста — на заході регіону, Tilia sibirica — на сході.
Через антропогенний вплив і часті лісові пожежі більшість пралісів замінена на вторинні, в яких переважають береза повисла і осика. Рідше серед таких лісів зустрічаються утворені сосною звичайною з липою серцеподібною, зазвичай в підліску і багатим видами трав'яним покривом. У трав'яному покриві переважають Calamagrostis arundinacea, Carex macroura, Aegopodium podagraria, Vaccinium vitis-idaea, Vaccinium myrtillus, Rubus saxatilis, Maianthemum bifolium, Lathyrus vernus, Galium septentrionale, Equisetum sylvaticum, Angelica sylvestris, Pleurozium schreberi, Dicranum polysetum.
На півночі збереглися первинні березові ліси. У них переважає береза повисла з домішкою берези пухнастої, осики та іноді липи. Чагарниковий підлісок утворений в основному видами Rosa majalis, Crataegus sanguinea, Sorbus sibirica, Salix caprea, Viburnum opulus, Spiraea media. У трав'яному покриві переважають Calamagrostis arundinacea, Calamagrostis epigeios, Calamagrostis obtusata, Rubus saxatilis, Cnidium dubium, Geranium pseudosibiricum,  Vicia cracca, Gentiana pneumonanthe, Delphinium elatum, Trientalis europaea, Dryopteris carthusiana, Phegopteris connectilis, Pulmonaria dacica, Aegopodium podagraria. У первинних березових лісах регіону росте близько 400 видів рослин.